# チーベル・ホールバック
チーベル・ホールバック（Chevelle Hallback、1971年9月3日 - ）は、アメリカ合衆国の女子プロボクサー、総合格闘家。フロリダ州プラントシティ出身。ボクシングでは世界3階級制覇を達成した。

## 来歴

### ボクシング
1997年2月21日、プロデビューをTKOで飾る。
3月22日、プロ2戦目でルシア・ライカと対戦するが、5RTKO負け。
1998年3月6日、Bonnie Caninoを7RTKOで退けWIBF世界フェザー級王座獲得。
2000年4月26日、Doris HacklとIFBA世界スーパーフェザー級王座を争うが、判定負け。
2001年11月16日、Snodene BlakeneyとWIBA世界スーパーフェザー王座を争うも負傷で引き分け。
2002年8月27日、アリシア・アシュレーを3-0判定で下しIBA世界ジュニアライト級王座獲得。
12月28日、レイラ・マッカーターと対戦。3-0判定勝利。なおこの試合はIBA王座の初防衛戦を予定していたが、相手の負傷によりノンタイトルとなった。
2003年8月30日、メリッサ・デル・バジェを3-0判定で下しIBA王座初防衛。
2004年5月20日、後にWBCで2階級王者となるメアリー・ジョー・サンダースと対戦するが、判定負け。
7月20日、マッカーターとのWIBA世界スーパーフェザー級王座を争い、判定で王座吸収。
2005年3月13日、東京・六本木ヴェルファーレでライカ相手にWIBA初防衛戦を戦い、判定で防衛に成功。
11月18日、ベリンダ・ララキュエントを判定で下し2度目の防衛に成功。
2007年5月23日、女子ウェルター級世界王者ホリー・ホルムとノンタイトルマッチで戦うも判定負け。
2008年2月7日、メリッサ・ヘルナンデスとのIFBA世界ライト級王座決定戦に挑むも引き分け。
6月13日、ジャニーヌ・ガーサイドとIFBAライト級王座を争い、2-1判定で王座獲得。
その後、IFBA王座を保持したままボクシング休業。総合格闘技への転向を表明した。

### 総合格闘技
12月5日のXFC 6で総合格闘技デビューをTKO勝利で飾った。
2009年2月20日のXFC 7でサラ・ウィルソンに三角絞めで敗れ、総合2戦目で初黒星。
結局この2戦のみで総合格闘技から身を引き、ボクシングに復帰することを決意した。

### ボクシング復帰
2010年3月26日、約2年ぶりのボクシング復帰戦としてホリー・ホルムとのWIBAスーパーライト級スーパータイトルマッチをアウェーのアルバカーキで戦うが、判定負け。
12月3日、ビクトリア・シスネロスに2-1判定で2年半ぶりのボクシングルールでの勝利を飾る。
2011年5月7日、デンマークでセシリア・ブレークフスが持つWBA/WBC/WBOウェルター級三冠に挑むが、判定負け。
11月5日、フランスでミリアム・ラマールとIBFジュニアウェルター級王座を争うが、判定負け。
2014年6月13日、約2年8ヶ月ぶりの復帰戦でドミンガ・オリボと対戦し、2回TKO勝利を収める。
8月22日、WBF女子世界ウェルター級王座を懸けビクトリア・シスネロスと再戦、8回TKO勝利でタイトル獲得。

## 戦績
- ボクシング：41戦 30勝(13KO) 8敗 2分け
- 総合格闘技：2戦 1勝 1敗

## 獲得タイトル
ボクシング
- WIBF世界フェザー級王座
- IBA女子世界ジュニアライト級王座
- WIBA世界スーパーフェザー級王座
- IFBAライト級王座
- WBF女子世界ウェルター級王座